# Jan Egeland
Jan Egeland (nacido el 12 de septiembre de 1957 en Stavanger, Noruega) es un político y diplomático noruego. Ocupó el cargo de Secretario de Estado en el Ministerio de Asuntos Exteriores de Noruega entre 1990 y 1997, y fue Subsecretario General de la Oficina de Coordinación de Asuntos Humanitarios (OCAH) de las Naciones Unidas entre los años 2003 y 2006.
Egeland fue designado para ese último cargo en junio de 2003 por el entonces Secretario General de las Naciones Unidas, Kofi Annan, sucediendo a Kenzo Oshima. Sus labores lo tuvieron viajando permanentemente, prestando atención a las emergencias humanitarias. Ocupó el cargo hasta el año 2006 en que fue sustituido por el diplomático británico John Holmes.